# Amilna Estêvão
Amilna Estêvão   (Luanda, 4 de febrer de 1999) és una model de moda angolesa. Models.com l'ha posicionat com una de les Top 50 models de la indústria.

## Carrera professional
Amilna Estêvão va ser reclutada a Angola per l'agència Da Banda Model Management, guanyant Elite Model Look Angola 2013. Es va convertir en la primera finalista de raça negra en el top 3 d'Elite Model Look 2013. Més tard, va signar un contracte amb Elite Worldwide i va debutar en la setmana de la moda 2015 desfilant per Prada, Fendi, Balenciaga, Alexander Wang, i Moschino. Aquest mateix any va desfilar per a Prabal Gurung, Gucci, Kenzo, Burberry Prorsum, Givenchy, Alberta Ferretti, Lanvin, i Bottega Veneta, entre d'altres.
La seva primera portada va ser publicada en T Magazine, amb una fotografia del fotògraf Craig McDean.